# Mamady Bangré
Mamady Alex Bangré (Tolosa, 15 giugno 2001) è un calciatore burkinabé con cittadinanza francese, centrocampista del Grenoble e della nazionale burkinabé.

## Carriera

### Club
Cresciuto nel settore giovanile del Tolosa, debutta in prima squadra il 7 aprile 2021, in occasione dell'incontro di Coppa di Francia vinto contro l'Olympique Saumur, in cui sigla la rete del definitivo 1-2. Dieci giorni debutta anche in Ligue 2, disputando l'incontro vinto per 1-0 contro lo Châteauroux.
Dopo aver ottenuto due presenze nella prima stagione tra i professionisti, in quella successiva ne raccoglie in totale sette, conquistando da comprimario la qualificazione in Ligue 1.
Nel 2022 viene ceduto in prestito al Quevilly-Rouen per l'intera durata della stagione.

### Nazionale
Il 24 marzo 2022 ha esordito con la nazionale burkinabé, disputando l'amichevole persa per 5-0 contro il Kosovo.
Nel 2023 viene convocato per la Coppa d'Africa.

## Statistiche

### Presenze e reti nei club
Statistiche aggiornate al 9 luglio 2024.
| Stagione        | Squadra         | Campionato      | Campionato | Campionato | Coppe nazionali | Coppe nazionali | Coppe nazionali | Coppe continentali | Coppe continentali | Coppe continentali | Altre coppe | Altre coppe | Altre coppe | Totale | Totale |
| Stagione        | Squadra         | Comp            | Pres       | Reti       | Comp            | Pres            | Reti            | Comp               | Pres               | Reti               | Comp        | Pres        | Reti        | Pres   | Reti   |
| --------------- | --------------- | --------------- | ---------- | ---------- | --------------- | --------------- | --------------- | ------------------ | ------------------ | ------------------ | ----------- | ----------- | ----------- | ------ | ------ |
| 2018-2019       | Tolosa 2        | N3              | 5          | 0          | -               | -               | -               | -                  | -                  | -                  | -           | -           | -           | 5      | 0      |
| 2019-2020       | Tolosa 2        | N3              | 15         | 1          | -               | -               | -               | -                  | -                  | -                  | -           | -           | -           | 15     | 1      |
| 2020-2022       | Tolosa 2        | N3              | 4          | 0          | -               | -               | -               | -                  | -                  | -                  | -           | -           | -           | 4      | 0      |
| 2021-2022       | Tolosa 2        | N3              | 8          | 7          | -               | -               | -               | -                  | -                  | -                  | -           | -           | -           | 8      | 7      |
| Totale Tolosa 2 | Totale Tolosa 2 | Totale Tolosa 2 | 32         | 8          |                 | -               | -               |                    | -                  | -                  |             | -           | -           | 32     | 8      |
| 2020-2021       | Tolosa          | L2              | 2          | 0          | CF              | 1               | 1               | -                  | -                  | -                  | -           | -           | -           | 3      | 1      |
| 2021-2022       | Tolosa          | L2              | 7          | 1          | CF              | 4               | 0               | -                  | -                  | -                  | -           | -           | -           | 11     | 1      |
| 2022-2023       | Quevilly-Rouen  | L2              | 37         | 9          | CF              | 1               | 1               | -                  | -                  | -                  | -           | -           | -           | 38     | 10     |
| 2023-gen. 2024  | Tolosa          | L1              | 8          | 0          | CF              | 0               | 0               | UEL                | 0                  | 0                  | -           | -           | -           | 8      | 0      |
| Totale Tolosa   | Totale Tolosa   | Totale Tolosa   | 17         | 1          |                 | 5               | 1               |                    | 0                  | 0                  |             | -           | -           | 22     | 2      |
| gen.-giu. 2024  | Troyes          | L2              | 13         | 0          | CF              | 0               | 0               | -                  | -                  | -                  | -           | -           | -           | 13     | 0      |
| Totale carriera | Totale carriera | Totale carriera | 99         | 18         |                 | 6               | 2               |                    | 0                  | 0                  |             | -           | -           | 105    | 20     |

### Cronologia presenze e reti in nazionale
| Cronologia completa delle presenze e delle reti in nazionale ― Burkina Faso | Cronologia completa delle presenze e delle reti in nazionale ― Burkina Faso | Cronologia completa delle presenze e delle reti in nazionale ― Burkina Faso | Cronologia completa delle presenze e delle reti in nazionale ― Burkina Faso | Cronologia completa delle presenze e delle reti in nazionale ― Burkina Faso | Cronologia completa delle presenze e delle reti in nazionale ― Burkina Faso | Cronologia completa delle presenze e delle reti in nazionale ― Burkina Faso | Cronologia completa delle presenze e delle reti in nazionale ― Burkina Faso |
| Data                                                                        | Città                                                                       | In casa                                                                     | Risultato                                                                   | Ospiti                                                                      | Competizione                                                                | Reti                                                                        | Note                                                                        |
| --------------------------------------------------------------------------- | --------------------------------------------------------------------------- | --------------------------------------------------------------------------- | --------------------------------------------------------------------------- | --------------------------------------------------------------------------- | --------------------------------------------------------------------------- | --------------------------------------------------------------------------- | --------------------------------------------------------------------------- |
| 24-3-2022                                                                   | Pristina                                                                    | Kosovo                                                                      | 5 – 0                                                                       | Burkina Faso                                                                | Amichevole                                                                  | -                                                                           | 85’                                                                         |
| 24-3-2023                                                                   | Marrakech                                                                   | Burkina Faso                                                                | 1 – 0                                                                       | Togo                                                                        | Qual. Coppa d'Africa 2023                                                   | -                                                                           | 71’                                                                         |
| 18-6-2023                                                                   | Praia                                                                       | Capo Verde                                                                  | 3 – 1                                                                       | Burkina Faso                                                                | Qual. Coppa d'Africa 2023                                                   | -                                                                           | 62’                                                                         |
| 8-9-2023                                                                    | Marrakech                                                                   | Burkina Faso                                                                | 0 – 0                                                                       | eSwatini                                                                    | Qual. Coppa d'Africa 2023                                                   | -                                                                           | 71’                                                                         |
| 12-9-2023                                                                   | Lens                                                                        | Marocco                                                                     | 1 – 0                                                                       | Burkina Faso                                                                | Amichevole                                                                  | -                                                                           | 80’                                                                         |
| 13-10-2023                                                                  | Malabo                                                                      | Guinea Equatoriale                                                          | 0 – 0                                                                       | Burkina Faso                                                                | Amichevole                                                                  | -                                                                           | 67’                                                                         |
| 5-1-2024                                                                    | Kish                                                                        | Iran                                                                        | 2 – 1                                                                       | Burkina Faso                                                                | Amichevole                                                                  | -                                                                           | 46’                                                                         |
| 16-1-2024                                                                   | Bouaké                                                                      | Burkina Faso                                                                | 1 – 0                                                                       | Mauritania                                                                  | Coppa d'Africa 2023 - 1º turno                                              | -                                                                           | 46’                                                                         |
| Totale                                                                      |                                                                             | Presenze                                                                    | 8                                                                           |                                                                             | Reti                                                                        | 0                                                                           |                                                                             |

## Palmarès

### Club

#### Competizioni nazionali
- Ligue 2: 1

Tolosa: 2021-2022